# Domingo Francisco Sánchez

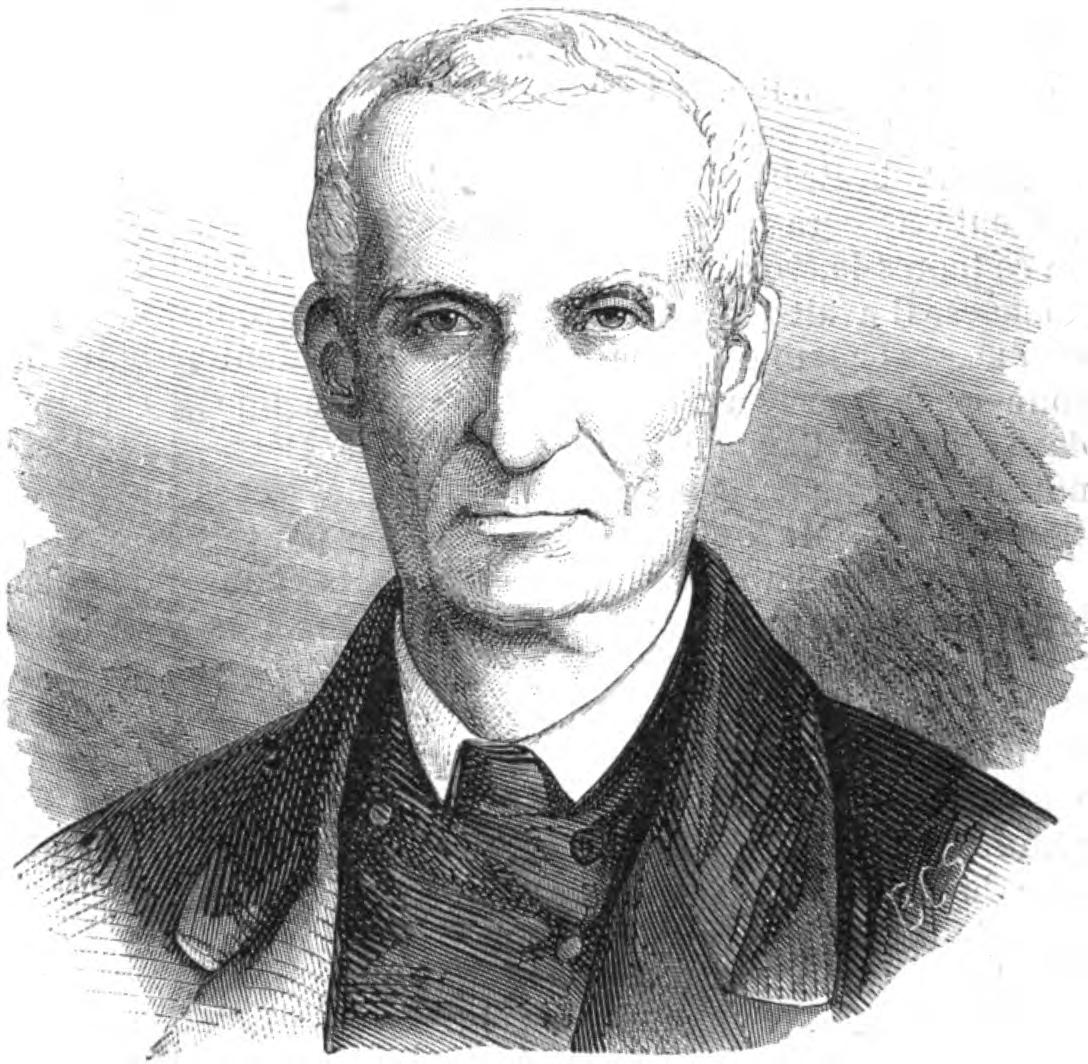
Domingo Francisco Sánchez.

Domingo Francisco Sánchez, född 20 mars 1795, död 1 mars 1870, var en paraguayansk politiker och statsman och Paraguays vicepresident 1862-1870 under president Francisco Solano López. 
Sánchez började arbeta för Paraguays revolutionsjunta redan 1811 och hade sedan en lång rad befattningar i både José Gaspar de Francias och Carlos Antonio Lópezs administrationer. När han tillträdde som vicepresident 1862 var det som en erfaren och respekterad statsman och under Trippelallianskriget (1864-1870), som president Solano López mestadels tillbringade i fält, var han i praktiken den som styrde Paraguay.
Han förblev Francisco Solano López trogen in i det sista och stupade tillsammans med denne i strid med brasilianska trupper vid Cerro Corá under krigets sista dagar den 1 mars 1870.